# Felicja Felhorska
Felicja Felhorska (1895 w Warszawie, zm. 1970, tamże) – polska pedagog, oligofrenopedagog, matematyk.

## Życiorys
Ukończyła studia na Uniwersytecie w Lozannie.
W latach 1932–1969 (z przerwą na okupację niemiecką) sprawowała funkcję kierownika Pracowni Psychopedagogicznej w warszawskim Instytucie Pedagogiki Specjalnej, współpracując m.in. z Marią Grzegorzewską. Za jej kierownictwa pracownia ta znacząco się rozwinęła i osiągnęła wysoki poziom naukowy, zajmując się m.in. selekcją dzieci do szkół specjalnych oraz działalnością informacyjną i kształceniową. Organizowała też kursy oraz konferencje dla kierowników szkół powszechnych i specjalnych. Szkoliła psychologów selekcjonujących dzieci w różnych miastach Polski. Otton Lipkowski stwierdził, że bardzo istotnym osiągnięciem pracowni było opracowanie metod i narzędzi do badania dzieci niepełnosprawnych intelektualnie, potem stosowanych powszechnie w całej Polsce. Przyczyniło się to do znacznego rozwoju wiedzy w tym zakresie.
Podczas okupacji niemieckiej przebywała najpierw (od 1941) w Dąbrowie Zduńskiej, gdzie nauczała na tajnym kursie maturalnym, a potem przez dwa lata (od 1942) z narażeniem życia ukrywała w swoim niewielkim mieszkaniu żydowskie bliźniaczki Wicher (późniejsze Zofię i Ludwikę Woźnickie). Zofia Woźnicka została w 1951 matką chrzestną późniejszego prezydenta RP Lecha Kaczyńskiego. Z uwagi na bardzo semicki wygląd dziewczęta nie mogły opuszczać mieszkania nawet w obrębie kamienicy. Przez sześć miesięcy ukrywała również ich matkę.

## Odznaczenia
W 2007 została odznaczona pośmiertnie przez prezydenta RP Lecha Kaczyńskiego za ratowanie osób narodowości żydowskiej, Krzyżem Komandorskim Orderu Odrodzenia Polski.

## Rodzina
Miała brata Władysława, inżyniera elektryka, autora prac, słowników i poradników z zakresu elektrotechniki.